# Challenge Desgrange-Colombo 1958
De Challenge Desgrange-Colombo 1958 was de elfde en laatste editie van dit regelmatigheidsklassement. Voor deze editie werd de Ronde van Spanje toegevoegd, wat het totaal aantal koersen op twaalf bracht: vier in België, drie in Frankrijk en Italië en één in Spanje en Zwitserland. Renners moesten in elk van de organiserende landen (Frankrijk, Italië en België) aan minimaal één wedstrijd hebben meegedaan om in aanmerking te komen voor het eindklassement. Deelname aan de Rondes van Spanje en Zwitserland was hiervoor niet verplicht.
Titelverdediger Fred De Bruyne wist voor de derde keer op rij het eindklassement te winnen. Met zijn derde overwinning evenaarde hij Ferdi Kübler, die eveneens driemaal (in 1950, 1952 en 1954) de Challenge Desgrange-Colombo had gewonnen. In de eindstand eindigde Rik Van Looy als tweede. Derde werd Tourwinnaar Charly Gaul. Het landenklassement werd gedomineerd door België: zeven van de acht eendagskoersen (op de Ronde van Lombardije na) werden gewonnen door een Belg. Het verschil met de nummer twee (Italië) was zowel absoluut als relatief het grootste verschil in de historie van de Challenge Desgrange-Colombo.
Wegens onenigheid tussen de organisatoren werd de Challenge Desgrange-Colombo na dit jaar niet meer georganiseerd. Vanaf 1959 werd de Super Prestige Pernod in diens plaats gehouden als toonaangevend regelmatigheidsklassement.

## Wedstrijden
| Datum           | Koers                        | Winnaar             |
| --------------- | ---------------------------- | ------------------- |
| 19 maart        | Milaan-San Remo (1958)       | Rik Van Looy        |
| 30 maart        | Ronde van Vlaanderen (1958)  | Germain Derijcke    |
| 13 april        | Parijs-Roubaix (1958)        | Leon Vandaele       |
| 20 april        | Parijs-Brussel (1958)        | Rik Van Looy        |
| 26 april        | Waalse Pijl (1958)           | Rik Van Steenbergen |
| 27 april        | Luik-Bastenaken-Luik (1958)  | Fred De Bruyne      |
| 30 april–15 mei | Ronde van Spanje (1958)      | Jean Stablinski     |
| 18 mei–8 juni   | Ronde van Italië (1958)      | Ercole Baldini      |
| 11 juni–18 juni | Ronde van Zwitserland (1958) | Pasquale Fornara    |
| 26 juni–19 juli | Ronde van Frankrijk (1958)   | Charly Gaul         |
| 5 oktober       | Parijs-Tours (1958)          | Gilbert Desmet      |
| 19 oktober      | Ronde van Lombardije (1958)  | Nino Defilippis     |

## Puntenverdeling
| Wedstrijd                      | 1e | 2e | 3e | 4e | 5e | 6e | 7e | 8e | 9e | 10e | 11e | 12e | 13e | 14e | 15e |
| ------------------------------ | -- | -- | -- | -- | -- | -- | -- | -- | -- | --- | --- | --- | --- | --- | --- |
| Rondes van Italië en Frankrijk | 40 | 34 | 30 | 26 | 22 | 20 | 18 | 16 | 14 | 12  | 10  | 8   | 6   | 4   | 2   |
| Overige wedstrijden            | 20 | 17 | 15 | 13 | 11 | 10 | 9  | 8  | 7  | 6   | 5   | 4   | 3   | 2   | 1   |

## Eindklassementen

### Individueel
| Plek | Renner            | Punten |
| ---- | ----------------- | ------ |
| 1    | Fred De Bruyne    | 89     |
| 2    | Rik Van Looy      | 77     |
| 3    | Charly Gaul       | 76     |
| 4    | Miguel Poblet     | 71     |
| 5    | Ercole Baldini    | 57     |
| 6    | Louison Bobet     | 54     |
| 7    | Pasquale Fornara  | 51     |
| 8    | Raphaël Géminiani | 46     |
| 9    | Gastone Nencini   | 44     |
| 10   | Nino Defilippis   | 42     |

### Landen
Voor het landenklassement telden de punten van de beste vijf renners per koers mee.
| Plek | Land           | Punten |
| ---- | -------------- | ------ |
| 1    | België         | 655    |
| 2    | Italië         | 352    |
| 3    | Frankrijk      | 282    |
| 4    | Spanje         | 160    |
| 5    | Luxemburg      | 85     |
| 6    | B.R. Duitsland | 32     |
| 7    | Nederland      | 17     |
| 8    | Zwitserland    | 15     |
| 9    | Oostenrijk     | 2      |
| 10   | Ierland        | 1      |

1948 · 1949 · 1950 · 1951 · 1952 · 1953 · 1954 · 1955 · 1956 · 1957 · 1958